# Liste des aéroports au Togo

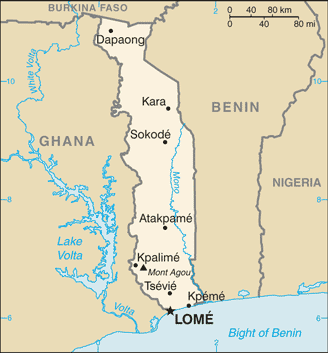
Carte du Togo

Voici une liste des aéroports au Togo, triés par lieu.
Le Togo, officiellement la République togolaise, est un pays d'Afrique de l'Ouest bordé par le Ghana à l'ouest, le Bénin à l'est, le Burkina Faso au nord et le golfe de Guinée au sud. La capitale est Lomé. Le pays est divisé en cinq régions.

## Aéroports
Les noms d'aéroport indiqués en gras indiquent que ceux-ci possèdent un service régulier assuré par des compagnies aériennes commerciales.
| Ville          | Région   | OACI | AITA | Nom                                   |
| -------------- | -------- | ---- | ---- | ------------------------------------- |
| Anié           | Plateaux | DXKP |      | Aérodrome de Kolokope                 |
| Atakpamé       | Plateaux | DXAK |      | Aérodrome d'Akpaka                    |
| Dapaong        | Savanes  | DXDP |      | Aérodrome de Djangou                  |
| Lomé           | Maritime | DXXX | LFW  | Aéroport international de Lomé-Tokoin |
| Niamtougou     | Kara     | DXNG | LRL  | Aéroport international de Niamtougou  |
| Sansanné-Mango | Savanes  | DXMG |      | Aérodrome de Sansanné-Mango           |
| Sokodé         | Centrale | DXSK |      | Aérodrome de Sokodé                   |